# 치산구

치산 구의 위치

치산구(한국어: 기산구, 중국어: 旗山區, 병음: Qíshān Qū)는 중화민국 가오슝시의 구이다. 넓이는 9.2878km2이고, 인구는 2015년 8월 기준으로 37,861명이다.

## 지리
치산 구는 열대 기후에 속해 고온 다우인 기후가 특징이다. 연평균 기온은 23℃, 5월부터 9월에 걸쳐 우기이며 연 강수량은 약 1,500~2,000mm에 이른다. 치산 진의 평균 최저 기온은 21.6℃, 평균 최고기온은 28.4℃이다.

## 교통
- 국도 10호선